# هران (ناطع)

تعديل مصدري - تعديل

هران هي إحدى قرى عزلة ذمسنومة بمديرية ناطع التابعة لمحافظة البيضاء، بلغ تعداد سكانها 200 نسمة حسب تعداد اليمن لعام 2004.